# Palaeosinopa
Palaeosinopa és un gènere extint de mamífers cimolests de la família dels pantolèstids que visqueren a Europa i Nord-amèrica des del Paleocè superior fins a l'Eocè inferior, fa entre 48,6 i 58,7 milions d'anys. Se n'han trobat restes fòssils a Bèlgica, el Canadà, els Estats Units i França. És el pantolest més antic conegut. Diversos aspectes de la seva anatomia, entre els quals hi ha la morfologia de l'húmer, fan pensar que era un animal semiaquàtic semblant a les llúdries. La troballa de peixos al seu estómac apunta en la mateixa direcció. El nom genèric Palaeosinopa significa ‘Sinopa antiga’.